# Половцов, Валериан Викторович
Валериа́н Ви́кторович По́ловцов (29 мая [10 июня] 1862, село Спасское, Новгородская губерния — 17 ноября 1918, Петроград) — российский ботаник, преподаватель, профессор Новороссийского университета.

## Биография
Окончил физико-математический факультет Санкт-Петербургского университета (1888). По окончании университета работал там же на кафедре физиологии растений, занимался вопросами фитопатологии.
С 1896 года преподавал ботанику и методику естествознания в Женском педагогическом институте, в Тенишевском училище и других учебных заведениях, одновременно работал как педагог-методист в Петербургской биологической лаборатории.
В 1902 году защитил магистерскую диссертацию «Исследование над дыханием у растений».
С 1904 года начал читать в Петербургском университете курс методики естествознания, в 1907 году выпустил первый учебник по этому предмету — «Основы общей методики естествознания» (переиздания 1914, 1923, 1924); в том же году основал Общество распространения естественнонаучного образования (ОРЕО) и журнал по методике естествознания «Природа в школе». Опубликовал также «Учебник ботаники для средних учебных заведений» (1909) и «Практические занятия по ботанике» (1910).
В 1909 году был пожалован чином статского советника. В 1911—1915 годах профессор и заведующий кафедрой ботаники в Новороссийском университете, затем снова преподавал в Петрограде.
Педагогические взгляды Половцова наследуют воззрениям П. Ф. Лесгафта и К. Д. Ушинского.
Один из создателей прибора для точного анализа малых объемов газа (прибор Половцова — Рихтера).
Супруга — Варвара Николаевна, первый русский философ-спинозист (1877—1936).

## Труды
- Ивановский Д. И., Половцев В. В. Рябуха — болезнь табака, её причины и средства борьбы с нею — СПб., 1890.
- Регель Р. Э., Половцев В. В. Список гербария, собранного в 1882 году А. Георгиевским в северо-восточной части бассейна реки Свири // Ботанические записки, изданные при ботаническом саде Императорского Санкт-Петербургского университета. — 1887. — Т. 1, Вып. 2.